# Opisthograptis inornataria
Opisthograptis inornataria là một loài bướm đêm trong họ Geometridae.